# ТЕС Модуньо
41°6′9″ пн. ш. 16°45′22″ сх. д. / 41.10250° пн. ш. 16.75611° сх. д.
ТЕС Модуньо – теплова електростанція на півдні Італії у регіоні Апулія, на околиці міста Барі. Споруджена з використанням технології комбінованого парогазового циклу.
Введена в експлуатацію у 2010 році, станція має один блок номінальною потужністю 810 МВт. У ньому встановлені дві газові турбіни потужністю по 254,5 МВт, які через котли-утилізатори живлять одну парову з показником 320 МВт.
Загальна паливна ефективність ТЕС становить 56,2%.
Як паливо станція використовує природний газ, котрий постачається із національної газотранспортної системи через відвід довжиною 1,2 км з діаметром 500 мм.
Видалення продуктів згоряння із котлів-утилізаторів відбувається за допомогою двох димарів висотою по 55 метрів.
Необхідна для охолодження вода подається по трубопроводу довжиною 8 км із станції очищення стічних вод Барі-Захід.
Зв’язок із енергомережею відбувається по ЛЕП, розрахованій на роботу із напругою 380 кВ.